# Cornelia Supera

Gaia Cornelia Supera, vrouw van keizer Aemilianus werd in 253 uitgeroepen tot keizerin van Rome.  Dit feit en haar portret is alles wat van haar bekend is want, behalve de munten met haar beeltenis die geslagen zijn in Rome, Mysia, Phrygia en Cilicia, is niets over haar in de geschiedschrijving te vinden.